# Tatjana Schneider
Tatjana Schneider (geb. 1974) ist eine deutsche Architektin. Sie ist als Professorin die Leiterin des Instituts für Geschichte und Theorie der Architektur und der Stadt (GTAS) an der TU Braunschweig.

## Leben
Tatjana Schneider hat in Kaiserslautern und Glasgow Architektur studiert. Ihre Promotion hat sie unter der Betreuung von Jonathan Charley an der University of Strathclyde, Schottland, abgelegt. Ab 2004 war sie an der University of Sheffield zuerst als wissenschaftliche Mitarbeiterin tätig, danach wurde sie Senior Lecturer an der School of Architecture der University of Sheffield, England und 2014/15 Professorin für Geschichte und Theorie der Stadt an der HafenCity Universität Hamburg. 2006 erlangte sie mit ihrer Schrift Mechanisms of the themed environment an der University of Strathclyde den akademischen Grad des Ph.D. Sie war Gründungsmitglied der Architekturkooperative Glasgow Letters on Architecture and Space (GLAS, 2000–2007) sowie 2007 der in Sheffield ansässigen AGENCY – Transformative Research into Architectural Practice and Education und 2013 des Radical Architectures Network. Forschungs- und Auslandsaufenthalte führten sie unter anderem an die Università Iuav di Venezia, an die HafenCity Universität Hamburg, Nanjing University in China sowie CEPT University in Ahmedabad, Indien.
Seit September 2018 leitet sie das Institut für Geschichte und Theorie der Architektur und Stadt (GTAS) und die Sammlung für Architektur und Ingenieurbau der (SAIB) der Technischen Universität Braunschweig.

## Politik
Am 27. März 2021 wurde Tatjana Schneider als parteilose Oberbürgermeisterkandidatin der Grünen und der Piratenpartei in Braunschweig aufgestellt. Sie kam mit 22,8 % auf den dritten Platz, die Grünen unterstützten in der Stichwahl den Kandidaten der SPD.

## Familie
Tatjana Schneider ist verheiratet, hat zwei Söhne und lebt mit ihrer Familie in Braunschweig.

## Ausgewählte Publikationen
- Jeremy Till, Tatjana Schneider: Flexible Housing. Architectural Press, 2007, ISBN 978-0-7506-8202-2.
- Tatjana Schneider: „This Building Should Have Some Sort of Distinctive Shape...“ The Story of the Arts Tower in Sheffield. Praxis for Architectural Research, 2007, ISBN 978-0-9556669-0-2.
- Florian Kossak, Doina Petrescu, Tatjana Schneider, Renata Tyszczuk, Stephen Walker (Hrsg.): Agency: Working With Uncertain Architectures. Routledge, London 2009, ISBN 978-1-135-28190-8.
- Nishat Awan, Tatjana Schneider, Jeremy Till: Spatial Agency: Other Ways of Doing Architecture. Taylor & Francis, London 2011, ISBN  978-0-415-57193-7.
- Lukas Feireiss, Tatjana Schneider, TheGreenEyl: Living the City. Von Städten, Menschen und Geschichten. Spector Books, Leipzig 2020, ISBN 978-3-95905-408-9.
- Markus Bader, George Kafka, Tatjana Schneider, Rosario Talevi (Hrsg.): Making Futures. Spector Books, Leipzig 2022, ISBN 978-3-95905-409-6.